# Ньюкасл браун эль
Newcastle Brown Ale (ньюкаслский коричневый эль) — полутемный эль, который производится в Великобритании предприятиями международной пивоваренной корпорации Heineken International. Один из самых популярных сортов эля в Великобритании, доля которого на британском рынке разлитого в бутылки и банки эля составляет 42 % (2008).
Назван по городу Ньюкасл на севере Англии, в котором впервые был сварен в 1927 году. Наибольшей популярностью пользуется в регионе Северо-Восточной Англии. Сейчас является одним из самых популярных английских элей на мировом рынке, продается более чем на 40 иностранных национальных рынках.

## История
Newcastle Brown Ale начал вырабатываться в 1927 году на пивоварне Tyne Brewery в Ньюкасле, первые сведения о которой датируются 1868 годом и которая с 1890 входила в объединение местных пивоварен Newcastle Breweries. Новый эль быстро обрел популярность в местных пабах. В 1928 году был разработан современный логотип торговой марки — голубая пятиконечная звезда, углы которой символизировали пять пивоварен, которые входили в Newcastle Breweries.
В 1960 произошло слияние Newcastle Breweries с аналогичным объединением шотландских пивоварен Scottish Brewers. Образованная в результате корпорация Scottish & Newcastle стала ведущим игроком на британском рынке пива, а впоследствии путём приобретения пивоваренных активов за рубежом получила статус одного из крупнейших игроков на мировом рынке пива. Весной 2008 года активы Scottish & Newcastle были приобретены совместными усилиями мировых пивоваренных гигантов Carlsberg и Heineken International. Производственные активы в Великобритании и права на соответствующие торговые марки, включая Newcastle Brown Ale, отошли к Heineken International.
С 2005 года производство Newcastle Brown Ale осуществляется пивоварнями в других городах Англии, производство на Tyne Brewery в Ньюкасле было прекращено, а через несколько лет его здания были снесены.